# Jan Kozamernik
Jan Kozamernik (Liubliana, 24 de janeiro de 1995) é um jogador de voleibol esloveno que atua na posição de central.

## Carreira

### Clube
Kozamernik atuou pelo OK Crnuce de 2009 a 2014. Conquistou uma Copa da Eslovênia e três títulos do Campeonato Esloveno pelo ACH Volley Ljubljana, de 2014 a 2017. Atuou na temporada 2017–18 pelo Diatec Trentino no Campeonato Italiano. De 2018 a 2021, continuou atuando no voleibol italiano, porém defendendo as cores do Allianz Milano, onde conquistou o título da Taça Challenge de 2020–21.
Em 2021, o central assinou contrato com o Asseco Resovia Rzeszów para atuar no voleibol polonês, terminando com a terceira colocação da PlusLiga de 2022–23. Ao término da temporada, voltou ao voleibol italiano para defender as cores do Trentino pela segunda vez na carreira.

### Seleção
Kozamernik disputou o Campeonato Europeu Sub-21 de 2014, onde terminou na 4ª colocação após perder a disputa da medelha de bronze para a seleção francesa por 3 sets a 0. Em 2019 conquistou o título da Challenger Cup ao derrotar a seleção cubana por 3 sets a 0.
Foi vice-campeão do Campeonato Europeu nas edições de 2015, 2019 e 2021.

## Títulos
ACH Volley
- Campeonato Esloveno: 2014–15, 2015–16, 2016–17
- Copa da Eslovênia: 2014–15

Alianz Millano
- Taça Challenge: 2020–21

## Clubes
| Anos      | Clube                  |
| --------- | ---------------------- |
| 2014–2017 | ACH Volley Ljubljana   |
| 2017–2018 | Diatec Trentino        |
| 2018–2021 | Alianz Millano         |
| 2021–2023 | Asseco Resovia Rzeszów |
| 2023–     | Itas Trentino          |

## Prêmios individuais
- 2019: Campeonato Europeu – Melhor central
- 2023: Torneio Hubert Jerzeg Wagner – Melhor central
- 2025: Liga das Nações de 2025 - Melhor bloqueador